# MUTV (Manchester United F.C.)
MUTV (Manchester United TV) là một kênh thuê bao truyền hình phát sóng tiếng Anh thuộc quyền sở hữu của câu lạc bộ bóng đá Manchester United. Kênh truyền hình phát sóng đầu tiên vào ngày 10 tháng 9 năm 1998.
MUTV của Manchester United cung cấp cho người hâm mộ xem các cuộc phỏng vấn độc quyền với các cầu thủ và nhân viên, các trận đấu đầy đủ, bao gồm tất cả các trận đấu Premier League mà Manchester United tham dự (phát sóng thường vào lúc nửa đêm của ngày trận đấu được chơi), dự trữ phát sóng lại các trận đấu "cổ điển" cộng với tin tức bóng đá và các chủ đề bên lề sân cỏ. Trước mùa giải, kênh truyền hình MU TV cũng phát sóng tất cả các trận đấu giao hữu của đội.
Khi được thành lập, kênh tồn tại như một công ty liên doanh ba chiều giữa Manchester United, ITV plc và BSkyB. Ngày 16 Tháng 11 năm 2007, ITV plc bán 33,3% cổ phần tại MUTV cho Manchester United. BSkyB cũng bán lại hết cổ phần vào ngày 22 tháng 1 năm 2013, cuối cùng MUTV 100% thuộc sở hữu của Manchester United.
MUTV đưa ra độ nét cao (HD) vào tháng 7 năm 2014 trên Sky là 1 kênh truyền hình của Vương quốc Anh và Ireland.

## Các diễn giả và chuyên gia
- Arthur Albiston
- Viv Anderson
- Ron Atkinson
- Andy Cole
- Pat Crerand
- Ali Douglas
- Stewart Gardner
- Mandy Henry
- Denis Irwin
- Lou Macari
- Helen Evans
- Sammy McIlroy
- Gary Pallister
- Andy Ritchie
- Sarah Stone
- David Stowell
- Mark Sullivan
- Mickey Thomas
- Jim Rosenthal

### Các cựu bình luận viên
- Ally Begg
- Hayley McQueen
- Steve Bottomley
- Paul Anthony
- Joe Evans
- Mark Pearson
- Steve Bower
- Matt Cole
- Andrew Dickman
- Dan O'Hagan
- Stuart Pearson
- Bryan Swanson

## Khách mời (cựu cầu thủ)
- Nicky Butt
- Denis Law
- David May

## Trực tuyến
Manchester United cung cấp một dịch vụ tương tự như các kênh truyền hình trực tuyến, cho phép người dùng lựa chọn xem trận đấu nổi bật, tin tức và clip phỏng vấn.